# Jadzia Dax
Jadzia Dax  /dʒædˈziːə_ˈdæks/, interpretada por Terry Farrell, es un personaje ficticio de la serie de televisión de ciencia ficción Star Trek: Deep Space Nine.
Jadzia Dax es una Trill unida. Aunque parece ser una joven mujer, Jadzia vive en simbiosis con una criatura longeva, conocida como un symbiot, llamada Dax; Jadzia es el octavo anfitrión de Dax. Ambos comparten una sola mente consciente, y su personalidad es una mezcla de las características tanto del anfitrión como del simbionte. Como tal, Jadzia tiene acceso a todas las habilidades y recuerdos de los siete anfitriones anteriores del simbionte. Antes de la unión simbiótica, Jadzia obtuvo títulos académicos en exobiología, zoología, astrofísica y exoarqueología.
Jadzia Dax es la oficial científica jefa de la estación espacial Deep Space Nine y es amiga cercana del comandante de la estación, Benjamin Sisko. Más tarde en la serie, se involucra con el personaje klingon Worf, y se casan durante la sexta temporada del programa. En el final de la sexta temporada, Jadzia muere pero el simbionte Dax sobrevive, y en el inicio de la séptima temporada regresa con un nuevo anfitrión, Ezri Dax, interpretada por Nicole de Boer.

## Biografía
Como Jadzia ella nació el año 2341. Desde niña trabajó duro para lograr el honor de ser huésped de un simbionte, logrando ser la única de su familia en alcanzar esa distinción. Se especializó en estudios de exobiología, astrofísica, zoología y exoarqueología y posee el grado de Piloto 3. Fue supervisada personalmente por su anterior huésped Curzon Dax, que al principio obstaculizaba su candidatura. 
Curzon muere en el año 2367 y le transfiere su simbionte, por lo que ese año nace como tal al convertirse en el séptimo huésped de Dax. 
Jadzia Dax fue asignada en el año 2369 a Espacio Profundo 9, la estación más lejana de la Federación, donde sirve como teniente comandante. Lo primero que hace al llegar es visitar a su viejo amigo Benjamin Sisko, aunque a este le resulta difícil reconocer en el nuevo huésped a su amigo, en especial porque es mujer. Pese a eso Sisko termina aceptándola como consejera. 
Jadzia ayuda a Sisko a descubrir el agujero de gusano hacia el Cuadrante Gamma.
En 2370 casi muere cuando Verad, un trill rechazado, quería apoderarse del simbionte. Más tarde tiene la oportunidad de vengar a Curzon matando a su archienemigo El Albino. Lo hace en compañía de sus viejos camaradas Kor, Kang y Koloth, en el planeta Sikarus IV, pero Kang y Koloth mueren. Solo ella y Kor sobreviven.
En 2371 se da cuenta de que parte de sus recuerdos fueron borrados para ocultar la existencia de Joran Dax, el Trill asesino demente. Con ayuda de Sisko y de Julian ella consigue recuperarlos aunque es consciente de la dificultad de llevarlos a causa de las cosas que hizo. Más tarde ella realiza la ceremonia de Zhian’Thara que la une con los demás huéspedes pudiendo volver a vivir sus vidas. De esa manera ella puede comprender mejor a Odo y sus costumbres como cambiante a través de Curzon que lo poseyó durante la ceremonia temporalmente y hacer también las paces con Curzon por lo que hizo.
Por su belleza es pretendida por muchos hombres, entre ellos el mismísimo Julian Bashir. El capitán Boday fue otro de sus amantes ocasionales.
Jadzia se reencuentra con Nilan, la nueva encarnación de su antigua esposa, aunque ahora ambas tienen el mismo género (es decir, sus simbiontes están en huéspedes femeninos) se enamoran de nuevo. Los trills ven esto como tabú, no por la homosexualidad, sino porque está prohibido que personas de vidas pasadas revivan sus relaciones. Este capítulo fue la primera vez que se toca el tema de la homosexualidad en Star Trek y mostró el primer beso lésbico (y gay en general) en la historia de la franquicia.
En 2373 ella reconoce una inusual atracción hacia el jefe de operaciones de la estación Worf, de quien se enamora por ser un guerrero con coraje y con el corazón de un poeta. Se casan en 2374 después de la liberación de Espacio Profundo Nueve, que estuvo temporalmente bajo el control del Dominio, no sin antes tener los problemas de toda pareja normal y haber tenido que estar separados durante un tiempo por la guerra.
A finales del 2374 tenía planes de tener un bebé con Worf, pero muere poco tiempo después en Espacio Profundo Nueve a manos del cardasiano Gul Dukat, que estaba poseído por los Espíritus Pagh, los enemigos de los Profetas bajoranos, los cuales fueron allí para atacarlos. No se pudo hacer nada para salvar a Jadzia, pero se pudo salvar al simbionte y transportarlo, aunque en estado crítico, a Trill. Sin embargo, a punto de morir y al no llegar a tiempo allí, se le implantó a la única Trill de la nave que lo trasnportaba. Esa trill se llamaba Ezri Dax.

## Recepción
En 2016, Screen Rant calificó a Jadzia Dax como el decimonoveno mejor personaje de Star Trek en general.  En 2018, TheWrap colocó a Jadzia Dax en el puesto 26 de 39 en una clasificación de personajes principales del elenco de la franquicia Star Trek antes de Star Trek: Discovery.
En 2017, CBR clasificó a Jadzia Dax como el decimotercer personaje femenino más feroz del universo de Star Trek.
En 2018, CBR clasificó a Jadzia como el decimoctavo mejor personaje de la Flota Estelar de Star Trek.
En 2019, Syfy clasificó a Jadzia como el duodécimo personaje más sexy de Star Trek.  Escribiendo para Syfy en 2020, Laura Dale llamó a Jadzia “una de las primeras alegorías trans de ciencia ficción manejada con respeto”.